# Melchiorre Rosa
Melchiorre Rosa (* 23. April 1884 in Sciacca; † 1971) war ein italienischer Komponist.
Rosa studierte an der Musikakademie in Bologna und schloss mit Diplom am Klavier und in Komposition ab. Von 1922 war er selbst Professor an der Akademie. Von ihm stammen mehrere orchestrale Werke, Stücke für die Violine und Sonaten.
In seiner Geburtsstadt erinnert ein Denkmal an ihn.